# Vladimír Borský
Vladimír Borský, narozený jako Vladimír Fuks (2. března 1904 Smíchov – 24. října 1962 Praha) byl český herec, režisér a scenárista.

## Život
Narodil se, jako Vladimír Fuks, do rodiny Františka Fukse (1873) a jeho ženy Berty (1880), měl mladšího bratra Zdeňka (1906) a mladší sestru Jaroslavu (1911). Od roku 1931 do roku 1936 byl vyhledávaným představitelem milovníků. Ve filmu Kariéra Pavla Čamrdy měla po jeho boku svůj debut sedmnáctiletá Lída Baarová, jejíž sestra Zorka Janů si u Borského rovněž zahrála svou první velkou roli ve filmu Čekanky (1940). Po roce 1937 Borský sice dál hrál ve filmu, ale už nikoli jako představitel hlavního milovníka. V letech 1931–1939 natočil asi třicet vesměs hlavních rolí. Později, v letech 1940–1959, hrál pouze ve čtyřech filmech a již jen v nenápadných epizodkách. 
V roce 1946 podepsal prokomunistické „Májové poselství kulturních pracovníků českému lidu!“ publikované před parlamentními volbami do Národního shromáždění. Tento předvolební manifest podepsalo celkem 843 kulturních pracovníků a komunisté volby vyhráli. Později podepsal výzvu prokomunistické inteligence Kupředu, zpátky ni krok!, jež byla publikována dne 25. února 1948 pro podporu komunistického převratu. Od června 1947 byl umělecký vedoucí I. výrobní skupiny na Barrandově; v tomto roce dostal mimořádnou příležitost natočit první český barevný velkofilm Jan Roháč z Dubé. Až do smrti zůstal svobodný a bezdětný.

## Filmografie

### Režie
- 1957 Padělek
- 1956 Kudy kam?
- 1953 Jestřáb kontra Hrdlička
- 1947 Jan Roháč z Dubé
- 1941 Paličova dcera
- 1940 ČekankyČekanky
- 1937 Jan Výrava
- 1936 Vojnarka

### Scénář
- 1956 Kudy kam?
- 1953 Jestřáb kontra Hrdlička
- 1951 DS-70 nevyjíždí
- 1947 Jan Roháč z Dubé
- 1941 Paličova dcera
- 1940 Čekanky
- 1937 Jan Výrava
- 1936 Vojnarka

### Herectví
- 1959 Slečna od vody
- 1955 Z mého života
- 1942 Host do domu
- 1940 Píseň lásky
- 1939 Královna stříbrných hor
- 1939 Umlčené rty
- 1939 Nevinná
- 1939 Ženy u benzinu
- 1938 Vzhůru nohama
- 1938 Bláhové děvče
- 1938 Druhé mládí
- 1937 Poručík Alexander Rjepkin
- 1936 Tři muži ve sněhu
- 1936 Švadlenka
- 1935 Studentská máma
- 1935 Vdavky Nanynky Kulichovy
- 1935 Maryša
- 1934 Zlatá Kateřina
- 1934 Posel míru
- 1934 Volha v plamenech
- 1934 Anita v ráji
- 1934 Život vojenský, život veselý
- 1934 Za ranních červánků
- 1934 Poslední muž
- 1934 Žena, která ví co chce
- 1933 Ze světa lesních samot
- 1933 Svítání
- 1933 Madla z cihelny
- 1933 Její lékař
- 1932 Zapadlí vlastenci
- 1931 To neznáte Hadimršku
- 1931 Kariéra Pavla Čamrdy
- 1926 Prach a broky